# Saint-Hilaire (Allier)
Saint-Hilaire – miejscowość i gmina we Francji, w regionie Owernia-Rodan-Alpy, w departamencie Allier.

## Demografia
Według danych na rok 1990 gminę zamieszkiwało 595 osób, a gęstość zaludnienia wynosiła 29 osób/km². W styczniu 2015 r. Saint-Hilaire zamieszkiwały 493 osoby, przy gęstości zaludnienia wynoszącej 23,9 osób/km².